# Diego Bianchi
Diego Bianchi, noto anche con lo pseudonimo di Zoro (Roma, 28 ottobre 1969), è un conduttore televisivo e blogger italiano.

## Biografia
Nato e cresciuto nella zona romana di San Giovanni, ha conseguito il diploma di maturità presso il liceo classico "Augusto"; quindi si è laureato in Scienze politiche alla Sapienza, con relatore Domenico Fisichella, con una tesi sui partiti politici La Rete di Leoluca Orlando e la Lega Nord di Umberto Bossi.
Fin da piccolo si appassiona alla musica, partendo dal violino e approdando alle percussioni che ha suonato anche sul palco dell'edizione del 1996 di Musicultura, col gruppo Original Slammer Band in cui ha militato per un periodo.

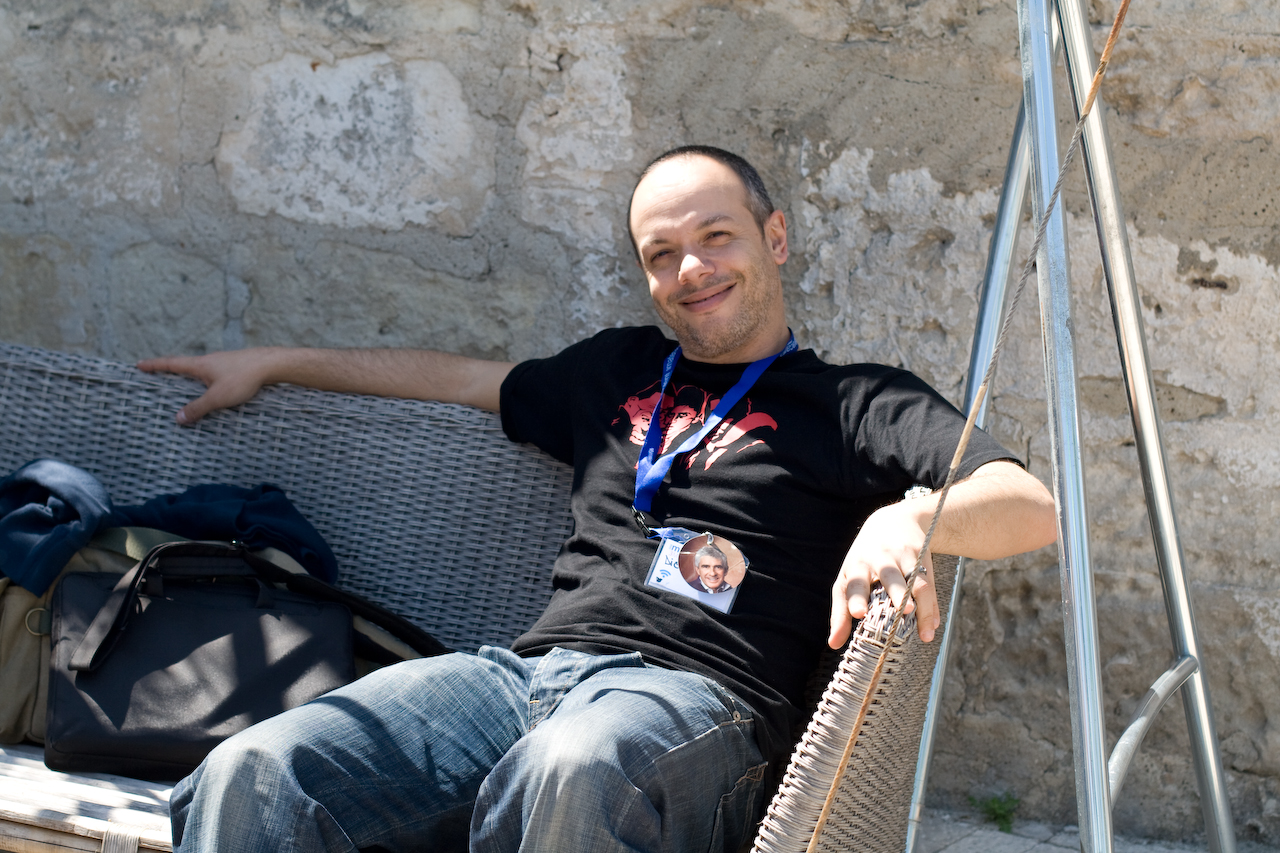
Bianchi al Materacamp 2008

Dal 2000 comincia a lavorare come content manager del portale web Excite Italia. Dal 2003, con lo pseudonimo di "Zoro" (ovvero "Zorro" in dialetto romanesco), inizia l'attività di blogger fondando "La Z di Zoro". In questo periodo scrive dei riassunti comici delle puntate del Grande Fratello, i quali, a partire dal 2007, diventano dei video pubblicati per Excite su YouTube. Continuando la sua esperienza da youtuber ante litteram, dal settembre dello stesso anno avvia sul suo canale la rubrica "Tolleranza Zoro", incentrata sull'analisi, in veste ironica e satirica, delle diverse correnti del neonato Partito Democratico.
Da fine 2007 al maggio 2010 cura una sua rubrica sul quotidiano Il Riformista, dal titolo La posta di Zoro. Sempre nel 2007 l'emittente televisiva LA7 gli chiede di realizzare, per il sito web dell'emittente, un blog che nasce il 5 dicembre dello stesso anno col nome di La 7 di 7oro. Dall'ottobre 2010 tiene anche una rubrica sul settimanale Il Venerdì di Repubblica dal titolo Il sogno di Zoro. Il debutto televisivo avviene il 30 aprile 2008, quando una puntata di Tolleranza Zoro viene trasmessa all'interno del programma di approfondimento di Enrico Mentana Matrix su Canale 5.
Nello stesso anno entra nel cast del programma di Serena Dandini Parla con me su Rai 3, nella quale vengono trasmessi i video della rubrica Tolleranza Zoro: si tratta del primo caso in Italia di un prodotto nato sul web e riprodotto in televisione mantenendo inalterato il format iniziale. Il 30 dicembre 2011 LA7 trasmette Zoro 2011 - Finale di partita, appuntamento speciale di Tolleranza Zoro, documentario riassuntivo dell'anno politico appena conclusosi.

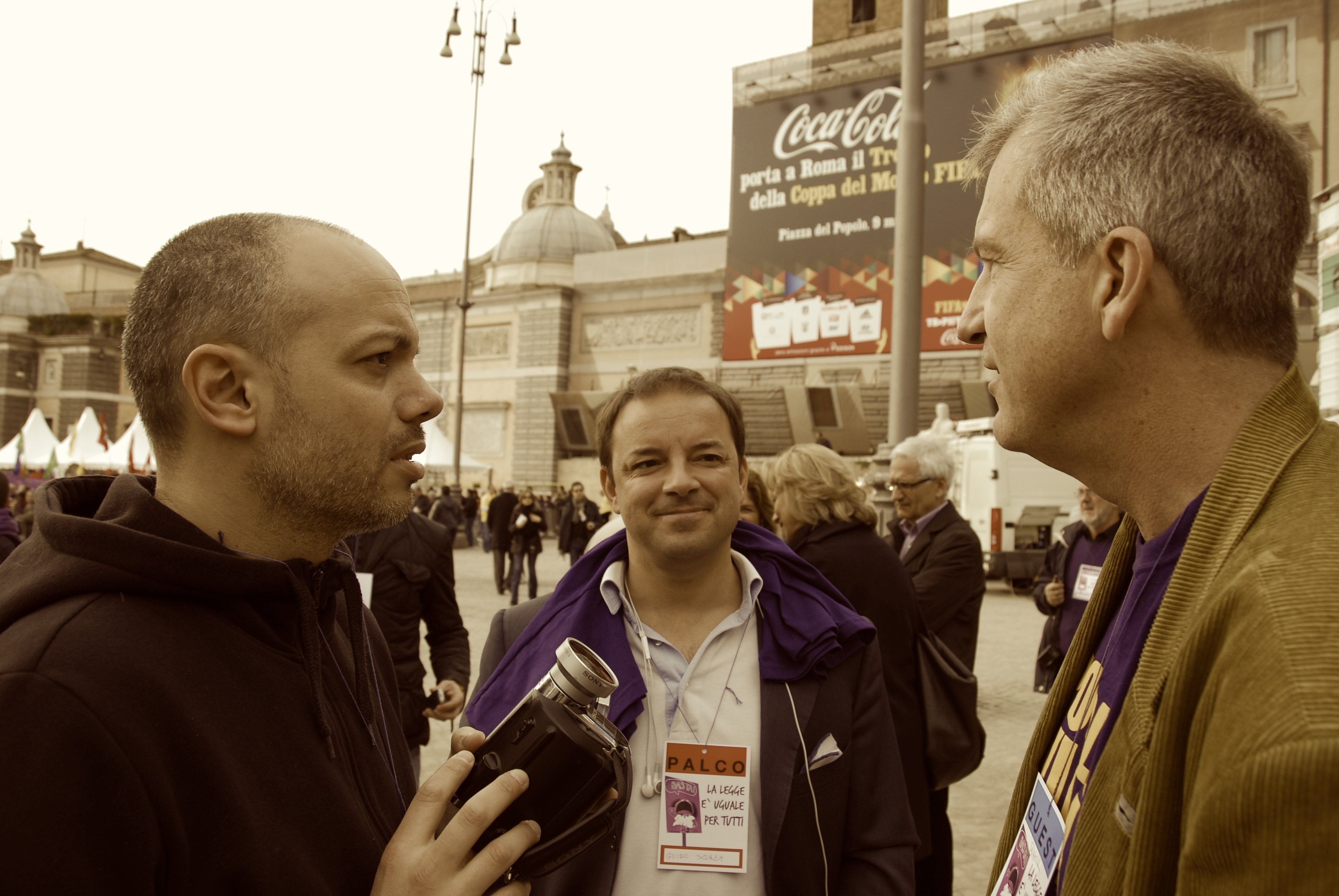
Da sinistra: Diego Bianchi con Guido Scorza e Alessandro Gilioli a Roma nel 2010, mentre porta avanti un tipo di giornalismo gonzo a una manifestazione del Popolo Viola.

A gennaio 2012 segue Dandini a LA7 ed entra nel cast del programma The Show Must Go Off, nell'ambito della quale sono trasmesse le puntate di Tolleranza Zoro. Nel 2013 torna su Rai con un programma per la prima volta da lui condotto, Gazebo; trasmesso dapprima settimanalmente in seconda serata, e poi giornalmente nel preserale, fino al 2017. Nel frattempo, dopo aver debuttato al cinema nel 2012 ne Il sole dentro di Paolo Bianchini, nel 2014 realizza Arance & martello, pellicola da lui diretta e interpretata, presentata fuori concorso alla 71ª Mostra internazionale d'arte cinematografica di Venezia. Dal 2017 torna su LA7 con il programma Propaganda Live.

## Vita privata
Legato a Michela, la coppia ha una figlia, Anita, nata nel 2003 e saltuariamente presente nella sua attività televisiva. È inoltre zio dell'attore Ludovico Tersigni.

## Filmografia

### Cinema

#### Attore
- Il sole dentro, regia di Paolo Bianchini (2012)
- Arance & martello, regia di Diego Bianchi (2014)

#### Regista
- Arance & martello (2014)

## Programmi TV
- Parla con me (2008-2011)
- Zoro 2011 - Finale di partita (2011)
- The Show Must Go Off (2012)
- AnnoZoro - Finale di partita (2013)
- Gazebo (2013-2017)
- Propaganda Live (2017-in corso)

## Riconoscimenti
- 2016 – Premio giornalistico Archivio Disarmo - Colombe d'Oro per la Pace[15]
- 2022 – Premio Funari - Il Giornalaio dell'anno[16]